# Tate (Familienname)
Tate ist ein englischer Familienname.

## Namensträger
- Allen Tate (1899–1979), US-amerikanischer Schriftsteller
- Andrew Tate (* 1986), US-amerikanischer Influencer und mutmaßlicher Menschenhändler
- Buddy Tate (1915–2001), US-amerikanischer Jazzmusiker
- Cassandra Tate (* 1990), US-amerikanische Hürdenläuferin
- Catherine Tate (* 1969), britische Schauspielerin
- Charlotte Chucky Tate, US-amerikanische Persönlichkeitspsychologin
- Craig Tate (* 1979), US-amerikanischer Schauspieler
- Cullen Tate (1896–1947), US-amerikanischer Regieassistent
- Darren Tate (* 1972), britischer DJ und Produzent
- Douglas Tate (1934–2005), britischer Musiker und Instrumentenbauer
- Emory Tate (1958–2015), US-amerikanischer Schachspieler
- Erskine Tate (1895–1978), US-amerikanischer Jazzmusiker und Orchesterleiter
- Farish Carter Tate (1856–1922), US-amerikanischer Politiker
- Frank Tate (Musiker) (* 1943), US-amerikanischer Bassist
- Frank Tate (Boxer) (* 1964), US-amerikanischer Boxer
- Geoff Tate (* 1959), US-amerikanischer Sänger
- George Henry Hamilton Tate (1894–1953), anglo-amerikanischer Zoologe
- Golden Tate (* 1988), US-amerikanischer American-Football-Spieler
- Grady Tate (1932–2017), US-amerikanischer Jazzmusiker
- Harold Theodore Tate (1875–1960), US-amerikanischer Regierungsbeamter
- Harry Tate (1886–1954), US-amerikanischer Fußballspieler
- Henry Tate (1819–1899), englischer Zuckerhändler und Galerie-Gründer
- Howard Tate (1939–2011), US-amerikanischer Sänger
- James Tate (Gelehrter) (1771–1843), englischer Gelehrter
- James Tate (Dichter) (1943–2015), US-amerikanischer Dichter und Hochschullehrer
- James Hugh Joseph Tate (1910–1983), US-amerikanischer Politiker
- Jeffrey Tate (1943–2017), britischer Mediziner und Dirigent
- John Tate (Politiker) (1894–1977), australischer Politiker
- John Tate (Schauspieler) (1915–1979), australischer Schauspieler
- John Tate (Boxer) (1955–1998), US-amerikanischer Schwergewichtsboxer
- John Tate (Bassist) (* um 1975), US-amerikanischer Jazzmusiker (Kontrabass)
- John Tate (Musiker), kanadischer Songwriter, Gitarrist und Schlagzeuger
- John T. Tate (1925–2019), US-amerikanischer Mathematiker
- Judy Tate (* 1955), US-amerikanische Popmusikerin und Lyrikerin
- Larenz Tate (* 1975), US-amerikanischer Schauspieler
- Lincoln Tate (1934–2001), US-amerikanischer Schauspieler
- Magnus Tate (1760–1823), US-amerikanischer Politiker
- Merze Tate (1905–1996), US-amerikanische Historikerin und Hochschullehrerin
- Michael C. Tate (* 1945), australischer Priester, Politiker und Diplomat
- Miesha Tate (* 1986), US-amerikanische MMA-Kämpferin
- Mohamed Tate (* 1939), marokkanischer Radrennfahrer
- Murray Tate (1927–2010), australischer Rugby-Union-Spieler
- Nahum Tate (1652–1715), englischer Dichter
- Nick Tate (* 1942), australischer Schauspieler
- Peter Tate (Vogelkundler) (* 1926), britischer Vogelkundler und Autor
- Peter Tate (* 1940), britischer Science-Fiction-Autor und Journalist
- Peter Tate (Mediziner) (* 1946), britischer Mediziner
- Rachael Tate (* 1982), britische Soundeditorin
- Ralph Tate (1840–1901), britischer Naturforscher
- Randy Tate (Baseballspieler) (1952–2021), US-amerikanischer Baseballspieler
- Randy Tate (Politiker) (* 1965), US-amerikanischer Politiker
- Sharon Tate (1943–1969), US-amerikanische Schauspielerin
- Takako Tate (* 1978), japanische Singer-Songwriterin
- Tanya Tate (* 1979), britische Pornodarstellerin
- Tavaris Tate (* 1990), US-amerikanischer Leichtathlet
- Tristan Tate (* 1988), US-amerikanisch-britischer Unternehmer, Influencer und ehemaliger Kickboxer